# 山下晃和
山下 晃和（やました あきかず、1980年5月21日 - ）は、日本の男性ファッションモデル、俳優、フリーライター。タイクーンモデルエージェンシー所属。

## 人物
フィットネス雑誌でデビューし、主に雑誌モデルとして活躍する。アウトドア雑誌や、バイク雑誌にも多数掲載。アドベンチャーレースのレーサーとしても、優勝経験を持つ。
体を動かせて、何でもこなすアスリートモデル。

## 出演

### 雑誌
- F10 BOOK MOTO NAVI（モトナビ）
- F10 BOOK NAVI CARS（ナビカーズ）
- ボイス・パブリケーション Bicycle Navi（バイシクルナビ）
- Happie
- マガジンハウス Tarzan
- ランナーズ
- トライアスロンジャパン
- サンクス コンビニグルメ
- ニューズ出版 ストリートバイカーズ
- ニューズ出版 ハイパースクーター　マジェスティ
- ニューズ出版 ハイパーバイク　DUCATI
- ニューズ出版 ハイパーバイク　BMW
- ニューズ出版 FORM
- 小学館 BE-PAL
- 枻出版 培倶人（表紙）
- 枻出版 BMW ボクサージャーナル
- 枻出版 DUCATI　マガジン
- 枻出版 HONDA　BIKES
- 枻出版 バイクカタログ
- 枻出版 クラブハーレー
- 枻出版 ランニングスタイル
- 枻出版 ライトニング　２nd
- 枻出版 Bicycle CLUB
- 枻出版 EVEN
- 枻出版 PEAKS
- 枻出版 フィールドライフ
- 枻出版 バイシクルクラブ
- 枻出版 自転車生活
- 山と渓谷社 ヤマケイJOY
- 山と渓谷社 アドベンチャースポーツマガジン
- 山と渓谷社 富士山BOOK
- 山と渓谷社 自転車人
- 八重洲出版 Scooterfan
- 八重洲出版 スポーツサイクルカタログ
- 八重洲出版 サイクルパーツオールカタログ
- 三栄書房 モトライダーFORCE
- 三栄書房 GO OUT
- 三栄書房 デジタル写真生活
- グラフィティーマガジンズ 東京グラフィティ
- 造形社 月刊ダートスポーツ
- 造形社 HARLEY MAGAZINE
- スーパーボール FREERIDE magazine
- ネコパブリッシング Bicycle magazine
- 三文堂企画 『ARJ』
- アポロ出版 ジパングツーリング
- アポロ出版 レッツゴー4WD
- イーストライツ FREE＆EASY
- 徳間書店 GOODSPRESS（表紙）
- 徳間書店 BEST GEAR
- 創工社 カヌーライフ
- 実業之日本社 GARRRR（月刊ガルル）
- トランスワールド モトクロスジャパン
- 祥伝社 BOON
- ワールドフォトプレス MONOマガジン
- ワールドフォトプレス モノスタイル・アウトドアモノ
- ワールドフォトプレス モノスタイル・カバンモノ
- ワールドフォトプレス モノスタイル・ジテンシャモノ
- オーシャンライフ出版 オーシャンライフ

...etc.

### Still
- 富士フイルム
- Pioneer
- 資生堂 GERAID
- YSP
- Omron　カラダスキャン
- SUZUKI
- コミネオートセンター
- MAXFRITZ
- NIKE＋
- Columbia
- YAMAHA
- crocs
- OSHMAN'S
- DESCENTE
- Phenix

### CM
- Arigatto

### PV
- ブライダルDVD
- ダイナム

...etc.

### Show
- AIGLE　狩人と犬　映画プロモーション
- MERRELL
- ザ・リッツカールトン東京（ブライダル）
- ラファエル（ブライダル）
- 沖直実プレゼンツ「いい男スペシャル!」vol.2（※イベント）

### テレビ
- 空飛ぶグータン 男心ランキング
- バイクライフTV シーズン2 vol.5

### ラジオ
- TBSラジオ　伊集院光の日曜日の秘密基地
- FM SETAGAYA　世田谷的演劇案内～Theater F～
- FM SETAGAYA　世田谷じ～ん
- FM North WAVE

### ビデオ
- 『2002年注目の俳優たち Vol.1』

### 舞台
- CLUB ASIA オフブロードバンドミュージカル

『フューチャーマン』演出：田中ただひろ／主役 フューチャーマン役
- 東京芸術劇場小ホール1 PROPAGANDA　STAGE　vol.15

『サマーデイズ』演出：砂川仁成／高橋忠一役
- 東京芸術劇場小ホール1 THE SCAR-FACE 第7回公演

『この満天の空の下』作・演出　RUKINO／義経役
- 新国立劇場オペラホール 13・16・19・22・25・28日の全6回公演

『マクベス』演出：野田秀樹／マクベス兵役
- 大塚萬スタジオ THE SCAR-FACE SUMMER STAGE

『闇に浮かぶやわらかな光』作・演出　RUKINO／ケン役
- ムーブ町屋 THE SCAR-FACE 追加公演

『闇に浮かぶやわらかな光』作・演出　RUKINO／ケン役

### その他
- 日本文芸社 実戦野球・《守備&フィールディング》の達人（書籍）
- 永岡書店 筋肉メイクBOOK（書籍）
- 日本文芸社 マラソン入門（書籍）
- FES05 AIGLE（フリーマガジン）
- バンブーシュート マガジン（フリーマガジン）
- 三菱自動車工業株式会社　GRAN-OFF　magazine（フリーマガジン）
- OSHMAN'S（フリーマガジン）